# Satake Yoshiatsu

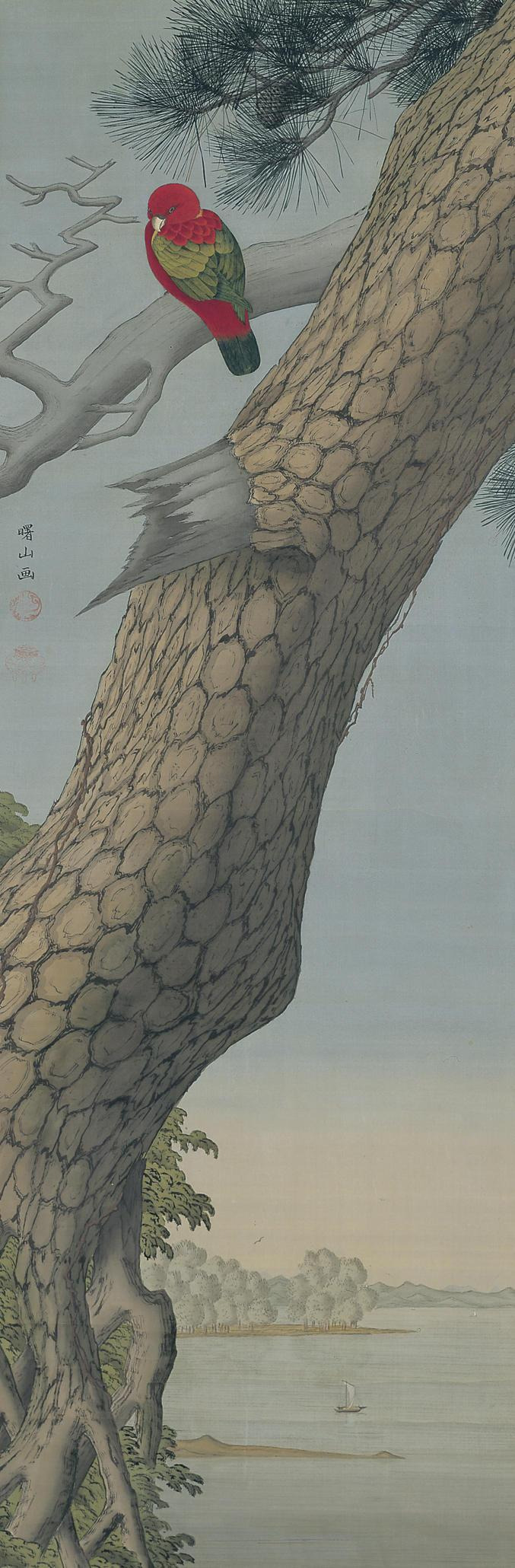
Satake: Kiefer

Satake Yoshiatsu (japanisch 佐竹 義敦; geb. 24. November 1748 in Akita; gest. 6. Juli 1785) war der 8. Daimyō des Lehens Kubota aus dem Adelsgeschlecht der Satake. Als Maler im „holländischen Stil“ (蘭画, Ranga) ist er unter dem Namen Satake Shozan (佐竹 曙山) beziehungsweise Satake Dairoku (佐竹 大麓) bekannt.

## Leben und Werk

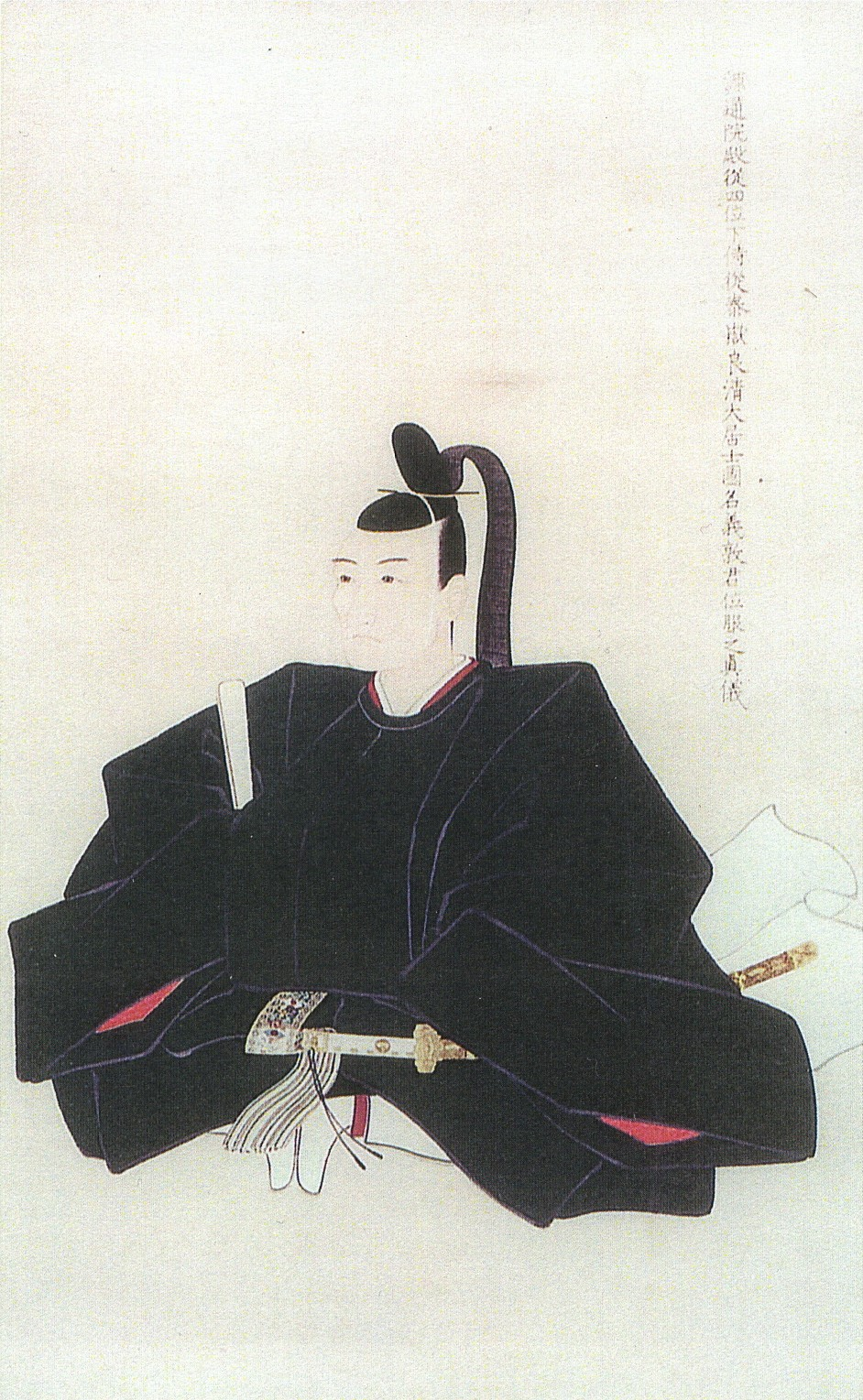
Satake Yoshiatsu

Satake folgte 1758 seinem Vater Yoshiharu als Daimyō über Kubota (Akita) in der Provinz Dewa nach. 1773 lud er Hiraga Gennai aus Edo ein, einen technischen Experten und Maler im westlichen Stil, um in Akita die Probleme mit den dortigen Minen zu lösen. Zu dieser Zeit hatte Satake bereits eine Unterweisung in Malerei durch seinen Vasallen Odano Naotake erhalten. Satake malte, nun unterstützt durch Gennai, Bilder von Blumen, Bäumen und Vögeln und auch Landschaftsbilder. Er löste sich dabei aber nicht völlig von der Tradition der Kanō-Schule und von den Bildern des Shen Quan. So stellt Satakes Werk einen Kompromiss zwischen Ost und West dar.
In seiner sehr konservativen Zeit war es für Yoshiatsu als Oberhaupt eines Lehens ein kühner Schritt, sich nicht nur mit westlicher Kunst zu befassen, sondern diese auch selbst auszuüben. Durch seine Aktivität verbreitete sich die europäische Malweise im Lehen, so dass eine Reihe von lokalen Künstlern in diesem Stil malte, der dadurch auch als „Akita Ranga“ bekannt wurde.
Zu den weiteren Malern gehören Satake Yoshimi (佐竹 義躬; 1749–1800), Yoshiatsus jüngerer Bruder, der erwähnte Odano Naotake und Tashiro Tadakuni (田代 忠国; 1757–1830). 1778 verfasste Satake das Gahō Kōryō (画法綱領), das erste Werk über westliche Malerei, das in Japan geschrieben wurde. Das Gemälde „Rosa Lotus“ (紅蓮図, Guren-zu) im Städtischen Museum Akita ist ein repräsentatives Werk.

## Bilder

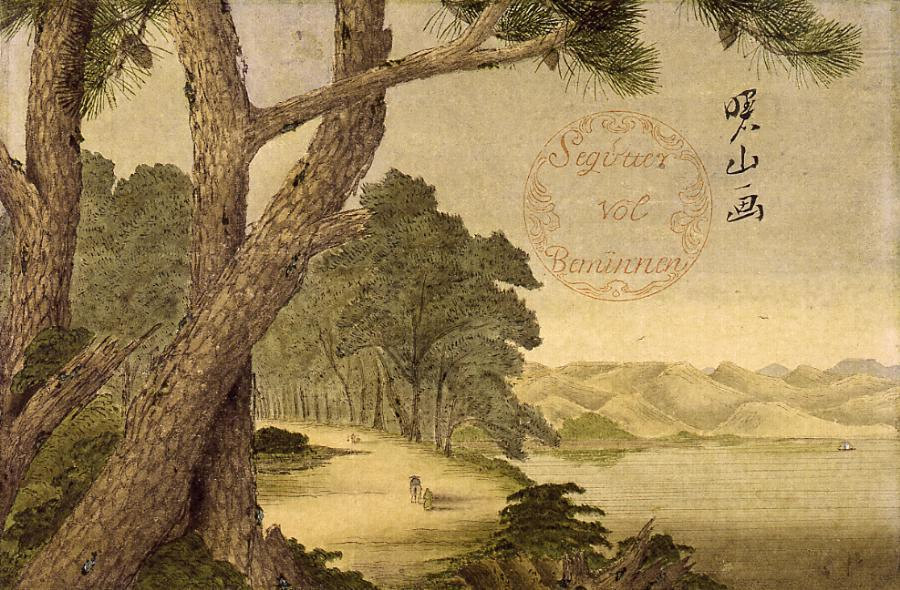
Landschaft
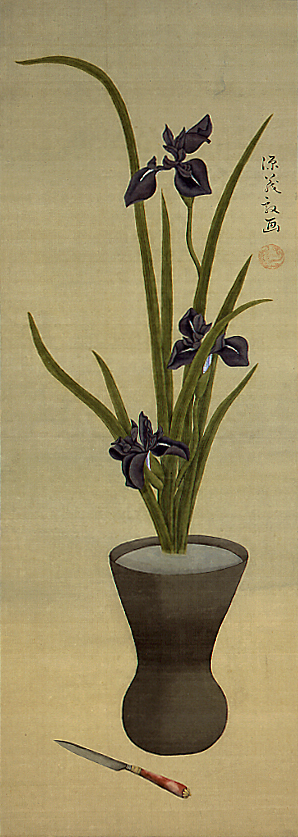
Iris mit Messer
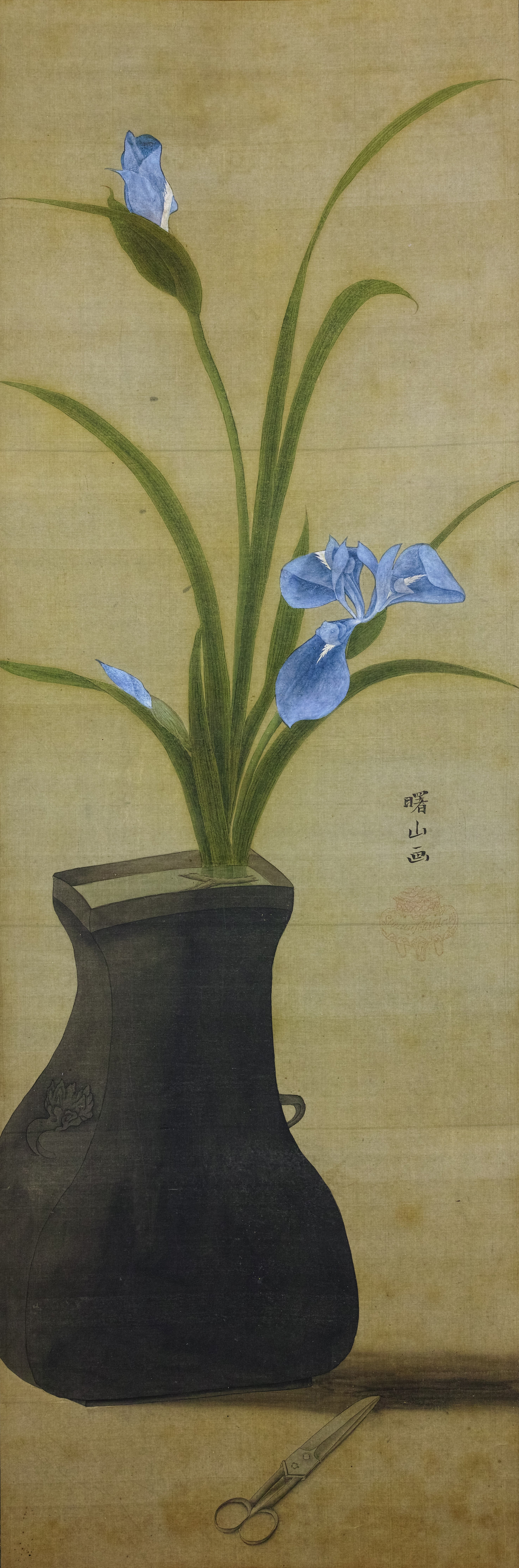
Iris mit Schere
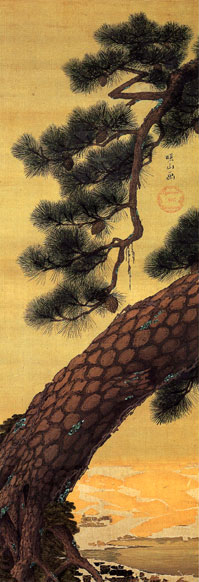
Alte Kiefer
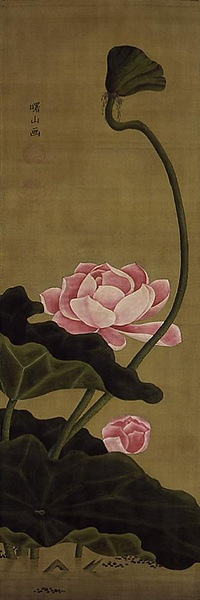
Rosa Lotus
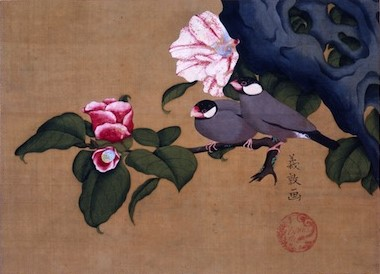
Kamelienzweig[A 1]